# Grzegorz Staszkiewicz
Grzegorz Staszkiewicz (ur. 12 marca 1789 w Owruczu, zm. 19 kwietnia 1849 w Pajęcznie) – polski oficer i urzędnik, burmistrz miast: Radomska (1818-1831) i Pajęczna (1839-1849).

## Służba wojskowa
W 1809 r. wstąpił jako ochotnik do 6. pułku piechoty Księstwa Warszawskiego w stopniu sierżanta. Uczestniczył w kampaniach:
- przeciw Austrii (1809, Góra Kalwaria, Sandomierz, okolice Krakowa)
- przecie Rosji (1812, oblężenie Bobrujska, Borysów, bitwa pod Berezyną)
- marsz do Saksonii (1813, bitwy pod: Gabel, Lobau, Frochburgiem, Poenig i Lipskiem.

Stopniowo awansował, uzyskując w 1813 r. stopień adiutanta majora. Uzyskał tytuł Kawalera Złotego Krzyża Wojskowego Polskiego za zasługi w bitwie pod Berezyną.
W 1815 r. został przeniesiony do 8. Pułku Piechoty Liniowej. Zarządzał magazynami w Brześciu Kujawskim. W 1816 r. został zdymisjonowany na własną prośbę z powodów zdrowotnych.
W okresie powstania listopadowego został przydzielony do służby 22 Pułku Piechoty Liniowej. Stacjonował w kompanii rezerwowej w Częstochowie, nie biorąc udziału w walkach.

## Kariera urzędnicza
W 1816 złożył egzamin na burmistrza przed Komisją Egzaminacyjną Departamentu Płockiego. Pełnił funkcję burmistrza Radomska od 8 sierpnia 1818 do 1 marca 1831. Zachowały się informacje na temat sporu o prawo propinacji pomiędzy Grzegorzem Staszkiewiczem a proboszczem parafii św. Lamberta w Radomsku.
Po upadku powstania listopadowego przez kilka lat nie pełnił żadnej funkcji państwowej. W 1837 r. został mianowany inspektorem policji w Częstochowie. W wyniku protekcji gubernatora kaliskiego, pułkownika Kazimierza Trębickiego, uzyskał stanowisko burmistrza Pajęczna (od 1 czerwca 1839), które piastował do śmierci.